# عاج ۱۲۰۳۲
سیارک ۱۲۰۳۲ (به انگلیسی: 12032 Ivory، نامگذاری:1997BP5) دوازده هزار و سی و دومین سیارک کشف شده‌است که در ۳۱ ژانویه ۱۹۹۷ کشف شد.
قدر مطلق سیارک برابر ۱۵٫۹۰ است.